# Вільче-Блота-Косьцерське
Вільче-Блота-Косьцерське (пол. Wilcze Błota Kościerskie) — село в Польщі, у гміні Стара Кішева Косьцерського повіту Поморського воєводства.
Населення — 210 осіб (2011).
У 1975-1998 роках село належало до Гданського воєводства.

## Демографія
Демографічна структура станом на 31 березня 2011 року:
|          | Загалом | Допрацездатний вік | Працездатний вік | Постпрацездатний вік |
| -------- | ------- | ------------------ | ---------------- | -------------------- |
| Чоловіки | 111     | 26                 | 74               | 11                   |
| Жінки    | 99      | 27                 | 53               | 19                   |
| Разом    | 210     | 53                 | 127              | 30                   |